# 뢰뫼섬

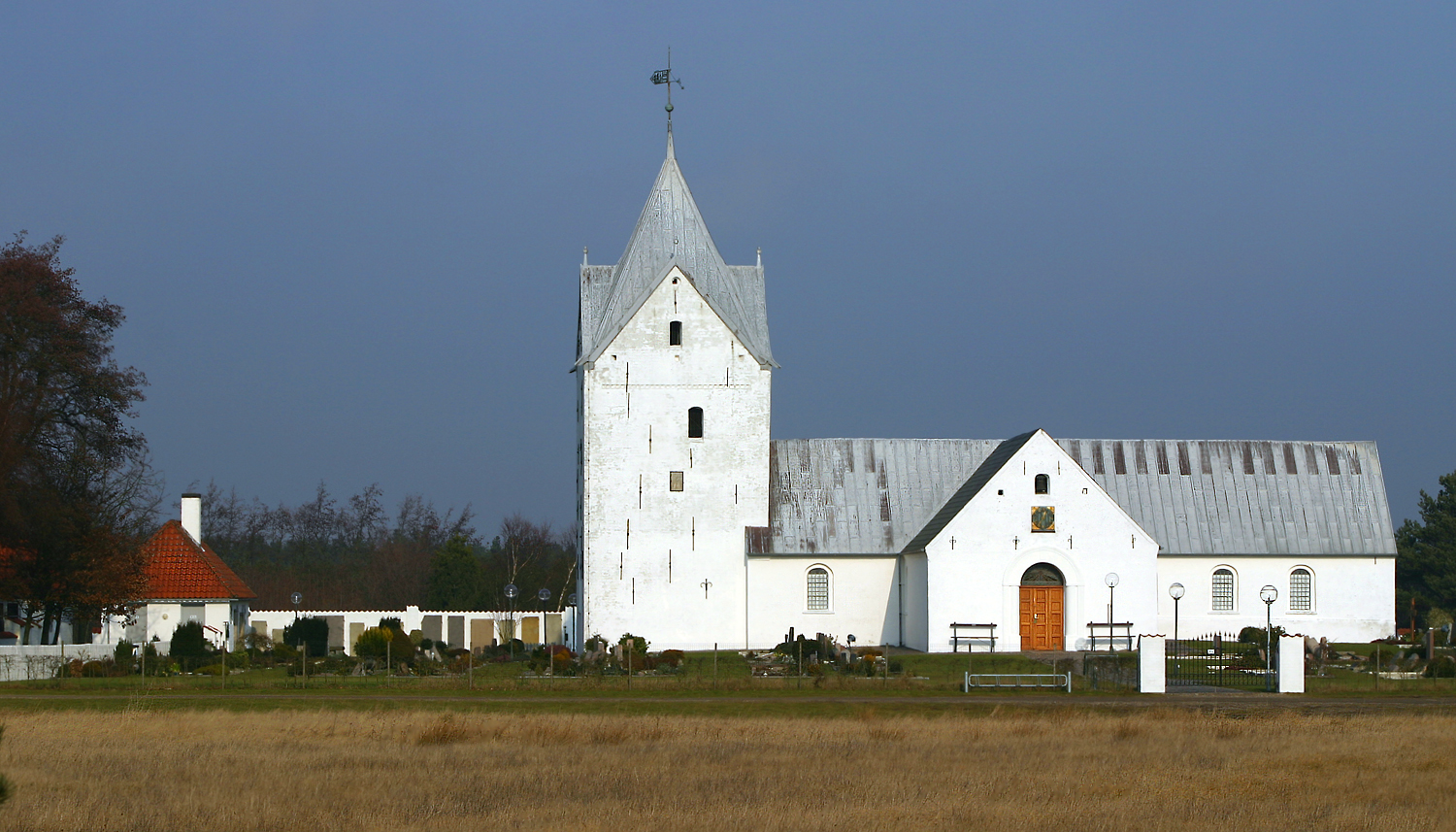
뢰뫼 교회

뢰뫼섬(덴마크어: Rømø)은 바덴해에 위치한 덴마크의 섬으로 면적은 129km2, 인구는 650명(2011년 기준), 인구 밀도는 5.3명/km2이다.
행정 구역상으로는 남덴마크 지역 퇴네르 시에 속한다. 독일 질트 섬에서 약 3km 정도 떨어진 곳에 위치하며 질트 섬과는 페리로 연결되어 있다.